# Kirtling Tower
Kirtling Tower er en middelalderborg og et tudor country house i Cambridgeshire i England, hvoraf kun portbygningen er bevaret.
Den kan føres tilbage til 1200-tallet og blev gennem middelalderen udbygget til en stor fæstning. I tudorperioden blev den moderniseret og udbygget og var en tid Cambridgeshires største county house. Fra slutningen af 1600-tallet forfaldt hele bygningen, og i 1801 blev det meste revet ned. I 1872 blev portbygningen renoveret.

## Historie
Første gang Kirtling Tower nævnes er i 1219, og i 1200-tallet blev Kirtling Castle beskrevet med voldgrav, en grøft og en palisade. I 1424 kom en omfattende ombygning af fæstningen af Richard de Beauchamp, jarl af Warwick, hvor 100 egetræer blev brugt til at etablere et modtageværelse, et privat værelse og flere kamre til beboelse.
Edward North, der var succesrig advokat, genopbyggede fæstningen i 1540'erne, og mellem 1556 og 1558 brugte han arkitekt Francis Adams. Han omdøbte stedet til Kirtling Hall. Jordvoldene omkring fæstningen blev ændret meget for at gøre plads til et plateau til det nye hus med moderne tudor-arkitektur som portbygning, galleri, banquet-hal og en have komplet med springvand og damme. Dronning Elizabeth 1. boede der i 1578 under sin stats-procession i Cambridgeshire. Fæstningen fortsatte med at blive udviklet, og i 1660'erne var det det største country house i Cambridgeshire. Det var centreret om en symmetrisk toetagers bygning med øst- og vest-længer med yderligere beboelse og faciliteter.
Efter 1691 gik Kirtling Hall i forfald, og i 1735 beskriver Victoria County History ejendommen som "i uorden". Meget af fæstningen blev revet ned i 1748 for at gøre resten beboeligt for lord Elibank, men ejendommen forfaldt efter hans død i 1762. I 1770'erne var den ubeboelig, og størstedelen af fæstningen blev revet ned i 1801. I 1830'erne blev portbygningen omdannet til en beboelsesejendom og omdøbt til Kirtling Tower. Der blev lavet en tilbygning i 1872, og huset blev fortsat brugt af en række lejere.
I dag fremstår fæstningen som en treetages portbygning fra tudortiden. Den ligner portbygningen på Leez Priory meget, da den blev opført af Norths ven og advokat-kollega Richard Rich. Den er af mursten og har oktagonale tårne og orielvinduer (karnapper) i italiensk design. Den er et scheduled monument og en listed building af første grad.